# Писарев, Николай Николаевич
Никола́й Никола́евич Пи́сарев (род. 23 ноября 1968, Москва, РСФСР, СССР) — советский и российский футболист, нападающий, тренер. Мастер спорта СССР.

## Клубная карьера
Воспитанник СДЮШОР московского «Торпедо». В 1986—1989 годах играл за основной состав команды, стал бронзовым призёром чемпионата СССР 1988.
В 1989 году, не желая продолжать выступления за «Торпедо», вынужден был написать письмо на имя Вячеслава Колоскова, в котором просил отпустить его из «Торпедо» в связи с нежеланием продолжать игровую карьеру. После того как его прошение было одобрено, Писарев уехал в Италию, пытаясь устроиться в клуб Серии А. Позже он вспоминал: «Догадываюсь, какие словечки летели из его уст в мой адрес. Сам их, к счастью, не слышал. (Смеётся.) Но что вы хотите, молодой был, упрямый, потянуло в неизведанное. Понимаю, что поступил не совсем красиво». Однако вариант с Италией не прошёл, и Писарев вернулся в Москву, играл в коммерческой команде московского «Спартака».
В середине 1990 года уехал играть в Швейцарию в клуб 2-го дивизиона «Винтертур», где его партнёром стал Ренат Атауллин. За три года в Швейцарии забил 22 мяча, был одним из лучших игроков в своей команде.
В середине 1992 года вернулся в Москву и подписал контракт с московским «Спартаком». В первый сезон играл на месте левого полузащитника, забил всего 1 гол. В 1993 году переведён Романцевым на место нападающего, на что Писарев ответил неплохой результативностью — 14 голов в 33 матчах чемпионата России.
В 1995 году подписал трёхлетний контракт с испанской «Меридой». Играл в центре нападения (хотя считал своим местом фланг) и в итоге не забил ни разу. Кроме того, в Испании довольно часто получал травмы и в стартовом составе появлялся редко. По итогам сезона клуб занял 21 место в чемпионате и вылетел в Сегунду, а сам футболист принял решение покинуть команду. В августе 1996 года Николай прибыл на просмотр в немецкий клуб «Санкт-Паули», по результатам которого футболист перешёл в команду на правах аренды. Его дебютной игрой стал матч против «Арминии», в котором россиянин вышел за 10 минут до конца встречи. 22 октября Писарев забил свой первый гол за клуб, принёсший победу в матче с «Фрайбургом».
Летом 1997 года Писарев решил не продолжать играть за «Мериду», несмотря на имеющийся годичный контракт. У него было предложение от «Спартака», но московский клуб не мог обеспечить требуемых финансовых условий нападающего. В январе 1998 года Писарев всё же стал игроком «Спартака».

## Карьера в сборной
В сборной России дебютировал 8 марта 1995 года против Словакии (1:2). Последний матч за сборную провёл 6 мая 1995 года против Фарерских островов (3:0). В этой игре забил свой единственный гол за сборную. Всего за национальную команду сыграл 3 матча.

## Тренерская карьера
Тренер ФК «Краснознаменск» (2002).
Тренер ФК «Крылья Советов» (июнь 2002).
Тренер ФК «Уралан» (декабрь 2002 — ноябрь 2003). Спортивный директор клуба (2003).
В 2005—2010 годах тренировал сборную России по пляжному футболу, иногда выходил на поле.
Весной 2010 года занял в Российском футбольном союзе пост спортивного директора.
16 сентября 2010 года назначен главным тренером молодёжной сборной России. В 2012 году под его руководством сборная впервые за двенадцать лет сумела выйти на Евро. В августе 2015 года Писарев уступил пост тренера молодёжной сборной Дмитрию Хомухе, оставшись на посту спортивного директора РФС. Вернулся на пост наставника молодёжки осенью 2015 года до конца отборочного цикла чемпионата Европы 2017 года.
Главный тренер ФК «Олимпиец» (2017—2018).
10 декабря 2018 года назначен главным тренером клуба «Урожай».
26 июля 2021 года вошёл в тренерский штаб сборной России, который возглавил Валерий Карпин.
10 августа 2022 года возглавил подмосковные «Химки». Команда за три недели потерпела четыре поражения в четырёх матчах, и вскоре контракт был расторгнут.
11 августа 2023 года стал главным тренером «Краснодара-2». 26 апреля 2024 года покинул клуб по обоюдному согласию сторон.

## Личная жизнь
Писарев был трижды женат. Первая жена — Надежда, одноклассница. Брак продлился шесть лет, родилось двое детей.
С супругой Натальей (в девичестве Никифоровой), родом из Одессы, поженился в 2001 году, через год у них родился сын Александр. В 2007 году Писарев сказал жене, которая была беременна, чтобы она уходила из их общего дома на Рублёво-Успенском шоссе.
Всего у Писарева от разных браков шестеро детей.

### Телевидение
С 2005 по 2007 год часто привлекался Первым каналом российского телевидения для комментариев к футбольным трансляциям в качестве эксперта или сокомментатора. В частности, 9 июля 2006 года комментировал финальный матч чемпионата мира в паре с Виктором Гусевым.

## Достижения

### Игрока
- Чемпион России 1992, 1993, 1994, 1998, 2000 и 2001 годов
- Обладатель Кубка России 1994 года
- Чемпион Европы среди молодёжи 1990 года
- Обладатель Кубка чемпионов Содружества: 1993 (4 игры, 3 гола)

### Тренера
- Победитель Евролиги 2009 по пляжному футболу
- Обладатель Кубка чемпионов Содружества: 2012, 2013